# Sân bay Jeonju
Sân bay Jeonju (IATA: CHN, ICAO: RKJU) là một sân bay quân sự nhỏ nằm gần Jeonju (Chonju), Hàn Quốc. Trước đó, nó được sử dụng để phục vụ máy bay vận tải dân sự.

## Liên kết
- Lịch sử tai nạn của CHN theo Aviation Safety Network